# Chełmża
Chełmża (in tedesco Culmsee) è una città polacca del distretto di Toruń nel voivodato della Cuiavia-Pomerania.
Ricopre una superficie di 7,84 km² e nel 2007 contava 15 310 abitanti.

## Storia
La città possiede una cattedrale cattolica, costruita nel tardo XIII secolo e ristrutturata nel XV secolo,  oggi concattedrale della diocesi di Torun, come anche una chiesa evangelica. Fino al 1823 la città era sede del vescovado di Kulm, poi trasferita nell'ex abbazia di Pelplin.